# Куревере (Сааремаа)
Ку́ревере (эст. Kurevere) — деревня в волости Сааремаа уезда Сааремаа, Эстония.
До реформы местных самоуправлений 2017 года входила в состав волости Кихельконна (упразднена).

## География и описание
Расположена в западной части острова Сааремаа, на полуострове Тагамыйза. Расстояние до волостного и уездного центра — города Курессааре — 33 километра. Высота над уровнем моря — 10 метров.
Климат умеренный. Официальный язык — эстонский. Почтовый индекс — 93439.

## Население
По данным переписи населения 2021 года, в Куревере насчитывалось 11 жителей, все — эстонцы.
По данным переписи населения 2011 года, в деревне проживали 5 человек, все — эстонцы.
Численность населения деревни Куревере по данным переписей населения:
| Год  | 1959 | 1970 | 1979 | 1989 | 2000 | 2011 | 2021 |
| ---- | ---- | ---- | ---- | ---- | ---- | ---- | ---- |
| Чел. | 103  | ↘ 50 | ↗ 73 | ↘ 64 | ↘ 11 | ↘ 5  | ↗ 11 |

## История
В письменных источниках 1645 года упоминается Kurrefer, Kurrifer, 1782 года — Kurrever.
На военно-топографических картах Российской империи (1846–1897 годы), в состав которой входила Лифляндская губерния, деревня обозначена как Курреферъ.
В Куревере находится одна из самых знаменитых на Сааремаа групп священных камней. На низком пастбище находятся 7 чашечных камней, что говорит о плотной заселённости данной местности в первом тысячелетии до Рождества Христова. Лунок на камнях относительно мало, только на одном камне их насчитывается 62.
В Куревере также находится один из крупнейших на острове каменных могильников (76 могил). Из исследованных 6 могил старейшая относится к I тысячелетию до Рождества Христова, другие к 11–13 столетиям. Были исследованы в 1867, 1965 и 1974–1975 годах.

### Порт Яагараху
Раньше на берегу деревни находился порт Яагараху. Незамерзающий порт был построен в 1920-х годах; через него вывозили на экспорт известняк, добываемый в карьере Куревере и доставляемый на суда в узких железнодорожных вагонетках.
В 1941 и 1949 годах порт также использовался для депортации островитян.
Порт стал непригодным для использования после сильного шторма в 1969 году. Сохранилась часть пристани, у которой разрослась разнообразная морская растительность, в том числе морская капуста. Отсюда можно наблюдать за жизнью морских птиц.

## Происхождение топонимов
Топоним Куревере происходит от слова kurg : kure (журавль), которое, вероятно, было личным именем. Исходным словом для названия порта является личное имя Яак (Jaak).
- Порт Яагараху, 1920-е годы
- Школа деревни Куревере, 1930-е годы
- Плитняковый карьер Яагараху, около 1930 года
- Озеро Яагараху